# Bégard
Pour les articles homonymes, voir Béguard.
Bégard [begaʁ] est une commune française située dans le département des Côtes-d'Armor en région Bretagne. 
Elle fait partie du pays traditionnel du Trégor (très précisément du Grand Trégor), qui appartient à la partie bretonnante de la région. En breton, le nom de la commune est Bear.

## Géographie
C'est une commune de grande superficie née à la Révolution de la nationalisation des biens de l'abbaye de Bégard[pas clair], regroupant à partir de 1793 cinq communes issues en 1790 des paroisses d'Ancien Régime.

### Situation
Bégard est située dans la partie Ouest du département, à égale distance[pas clair] (par la route) de Guingamp au sud-est et de Lannion au nord-ouest (18 km), et à 25 à 30 km du littoral (Tréguier, Perros-Guirec, Trébeurden). 

### Voies de communication
Le bourg est traversé par la D 767 reliant Guingamp à Lannion, connectée à l'ouest de Guingamp à la RN12 à quatre voies (Rennes-Brest par Saint-Brieuc).

## Urbanisme
En dehors du bourg, l'habitat est distribué dans de nombreux hameaux : Botlézan (Bodlezan), Guénézan (Gwenezhan), Lanneven, Trézélan (Trezelan), Trévourec (partagé avec la commune de Pédernec).

### Hydrographie
Pour un article plus général, voir Réseau hydrographique des Côtes-d'Armor.
La commune est située dans le bassin Loire-Bretagne. Elle est drainée par le Jaudy, le Guindy, le ruisseau de Poulloguer, le ruisseau de Kerogan et le ruisseau de Traou foz,.
Le Jaudy, d'une longueur de 48 km, prend sa source dans la commune de Tréglamus et se jette  dans la Manche en limite de Plouguiel et de Kerbors, après avoir traversé 13 communes. 
Le Guindy, d'une longueur de 43 km, prend sa source dans la commune de Louargat et se jette  dans le Jaudy à Tréguier, après avoir traversé 16 communes. 
Le Poulloguer, d'une longueur de 11 km, prend sa source dans la commune  et se jette  dans le Jaudy à Coatascorn. 
Un plan d'eau complète le réseau hydrographique : Stank Roc'h Huon (0,31 ha),.

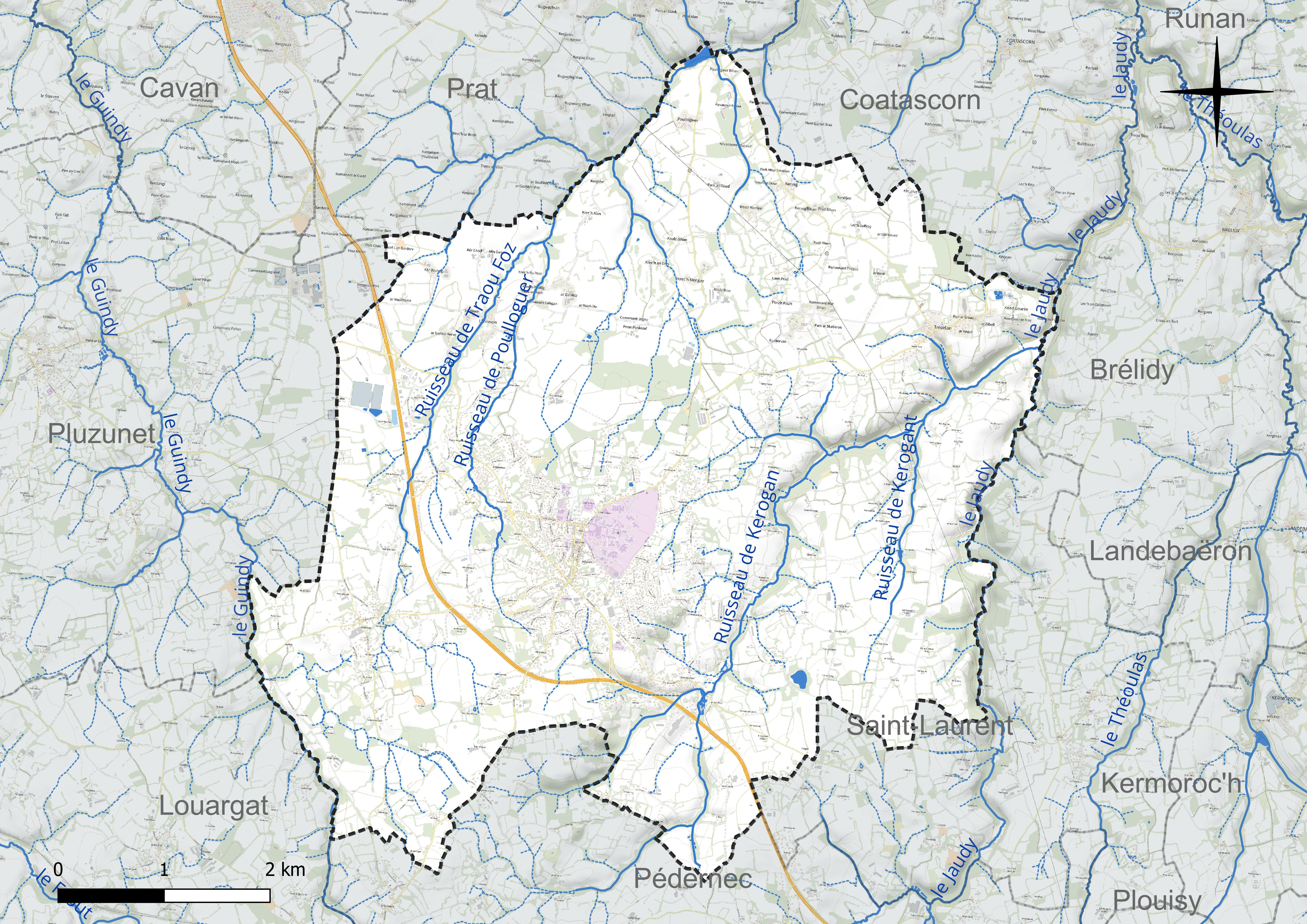
Réseau hydrographique de Bégard.

### Climat
Pour des articles plus généraux, voir Climat de la Bretagne et Climat des Côtes-d'Armor.
En 2010, le climat de la commune est de type climat océanique franc, selon une étude du Centre national de la recherche scientifique s'appuyant sur une série de données couvrant la période 1971-2000. En 2020, Météo-France publie une typologie des climats de la France métropolitaine dans laquelle la commune est exposée à un climat océanique et est dans la région climatique  Finistère nord, caractérisée par une pluviométrie élevée, des températures douces en hiver (6 °C), fraîches en été et des vents forts. Parallèlement l'observatoire de l'environnement en Bretagne publie en 2020 un zonage climatique de la région Bretagne, s'appuyant sur des données de Météo-France de 2009. La commune est, selon ce zonage, dans la zone « Intérieur », exposée à un climat médian, à dominante océanique.  
Pour la période 1971-2000, la température annuelle moyenne est de 10,8 °C, avec une amplitude thermique annuelle de 10,7 °C. Le cumul annuel moyen de précipitations est de 1 012 mm, avec 14,8 jours de précipitations en janvier et 8,1 jours en juillet. Pour la période 1991-2020, la température moyenne annuelle observée sur la station météorologique la plus proche, située sur la commune de La Roche-Jaudy à 14 km à vol d'oiseau, est de 11,8 °C et le cumul annuel moyen de précipitations est de 887,1 mm,. Pour l'avenir, les paramètres climatiques de la commune estimés pour 2050 selon différents scénarios d'émission de gaz à effet de serre sont consultables sur un site dédié publié par Météo-France en novembre 2022.

### Typologie
Au 1er janvier 2024, Bégard est catégorisée bourg rural, selon la nouvelle grille communale de densité à 7 niveaux définie par l'Insee en 2022.
Elle appartient à l'unité urbaine de Bégard, une unité urbaine monocommunale constituant une ville isolée,. Par ailleurs la commune fait partie de l'aire d'attraction de Lannion, dont elle est une commune de la couronne,. Cette aire, qui regroupe 40 communes, est catégorisée dans les aires de 50 000 à moins de 200 000 habitants,.

### Occupation des sols
L'occupation des sols de la commune, telle qu'elle ressort de la base de données européenne d’occupation biophysique des sols Corine Land Cover (CLC), est marquée par l'importance des territoires agricoles (77,6 % en 2018), en diminution par rapport à 1990 (82,1 %). La répartition détaillée en 2018 est la suivante : 
zones agricoles hétérogènes (53,4 %), terres arables (23,5 %), zones urbanisées (14,6 %), forêts (6,9 %), espaces verts artificialisés, non agricoles (0,9 %), prairies (0,7 %). L'évolution de l’occupation des sols de la commune et de ses infrastructures peut être observée sur les différentes représentations cartographiques du territoire : la carte de Cassini (XVIIIe siècle), la carte d'état-major (1820-1866) et les cartes ou photos aériennes de l'IGN pour la période actuelle (1950 à aujourd'hui).

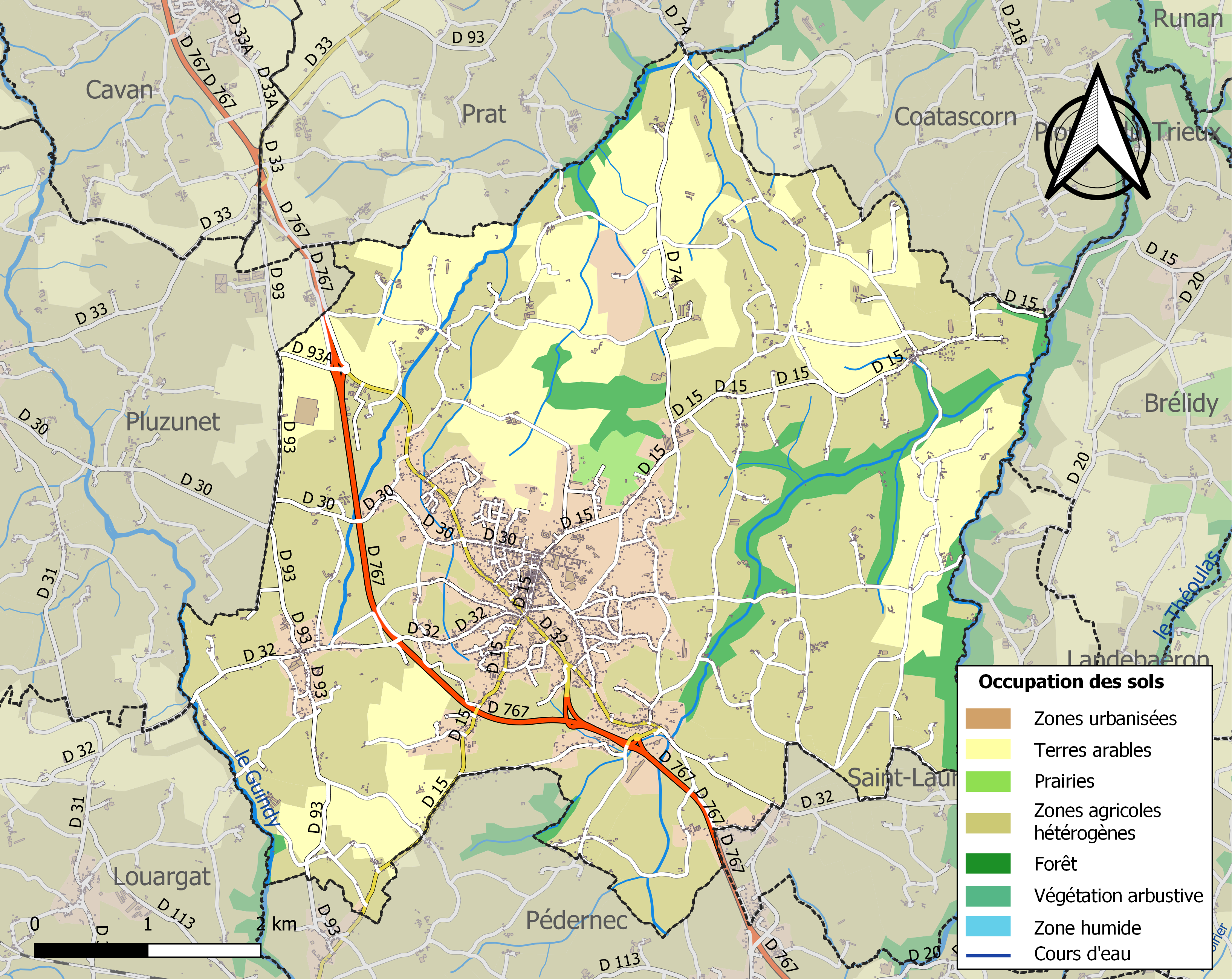
Carte des infrastructures et de l'occupation des sols de la commune en 2018 (CLC).

## Toponymie
Le nom de la localité est mentionné sous les formes Begar en 1130 et en 1202, Begar / Begard / Beguar / Berguar en 1330, Begar en 1516, Begar en 1630, Begar en 1636, Begars en 1779. Les formes anciennes sont régulières se terminent par -r, sauf une terminaison -rd en 1330. Le d final n'apparaît vraiment qu'à la fin du XVIIIe siècle.
Selon la tradition, l’abbaye de Bégard aurait été fondée sur le lieu d'habitation d'un ermite nommé Begar.
Ce nom n'a pas de rapport avec le mot breton beg (« pointe, extrémité ») (qui correspond au mot français bec, d'origine gauloise). L'étymologie semble le rapprocher de celle du toponyme Baguer, que l'on trouve notamment dans Baguer-Morvan (Bagar en 1181) et Baguer-Pican ([Ecclesia de] Bagar en 1209) en Ille-et-Vilaine), dont l'origine est obscure.
Albert Dauzat y voit un nom de personne germanique Big-hart pris absolument, devenu Biard dans les toponymes français Biard et les Biards. 
Mais il ne cite aucune forme ancienne pouvant soutenir son point de vue et le -d final (-gar-d) apparu tardivement est incompatible avec cette explication. Par ailleurs, Les Biards (Manche, Biarz 1082) remonterait plutôt à un appellatif germanique bigard(ium) « jardin de la maison » cité au Ve siècle dans le glossaire d'Endlicher, solution également invraisemblable pour Bégard.

## Histoire

### Préhistoire
Les mégalithes de Bégard laissent penser que le secteur était habité à la fin du Néolithique. 
Jusqu'au début du XIXe siècle, la commune comptait trois menhirs, mais deux d'entre eux (celui de Pasquiou et celui de Saint-Norvez) ont disparu. Seul le menhir de Kerguézennec est encore en place.

### Moyen Âge
L'abbaye de Bégard, abbaye cistercienne, est fondée en 1130. Le noble breton Alain de Penthièvre (dit Alain le Noir, vers 1107–15 septembre 1146), a été inhumé à Bégard.

### Époque moderne

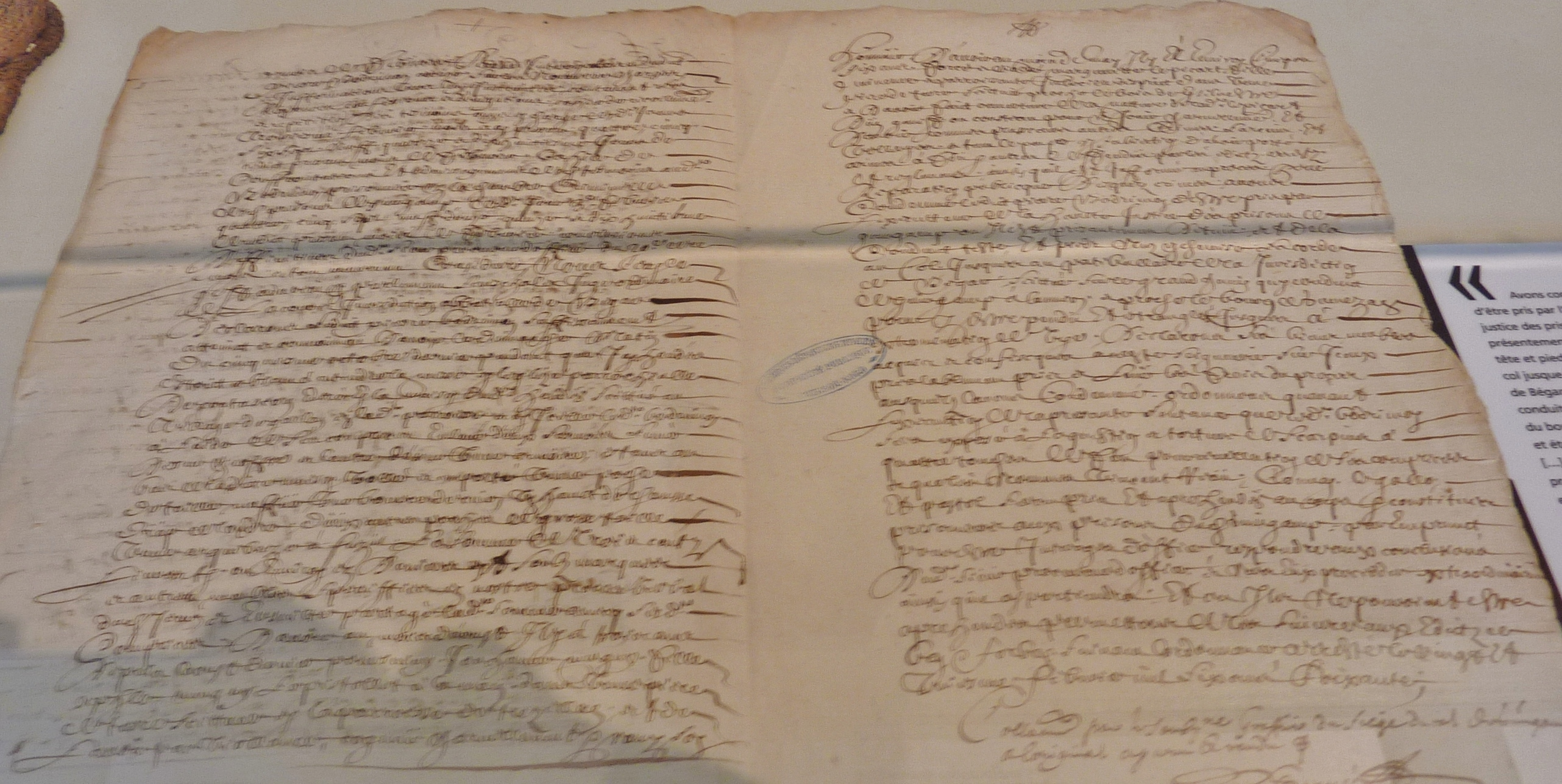
Sentence de condamnation de Pierre Bodrimon (1660)[Note 3].

### Époque contemporaine

#### Période de la Révolution française (1789-1799)

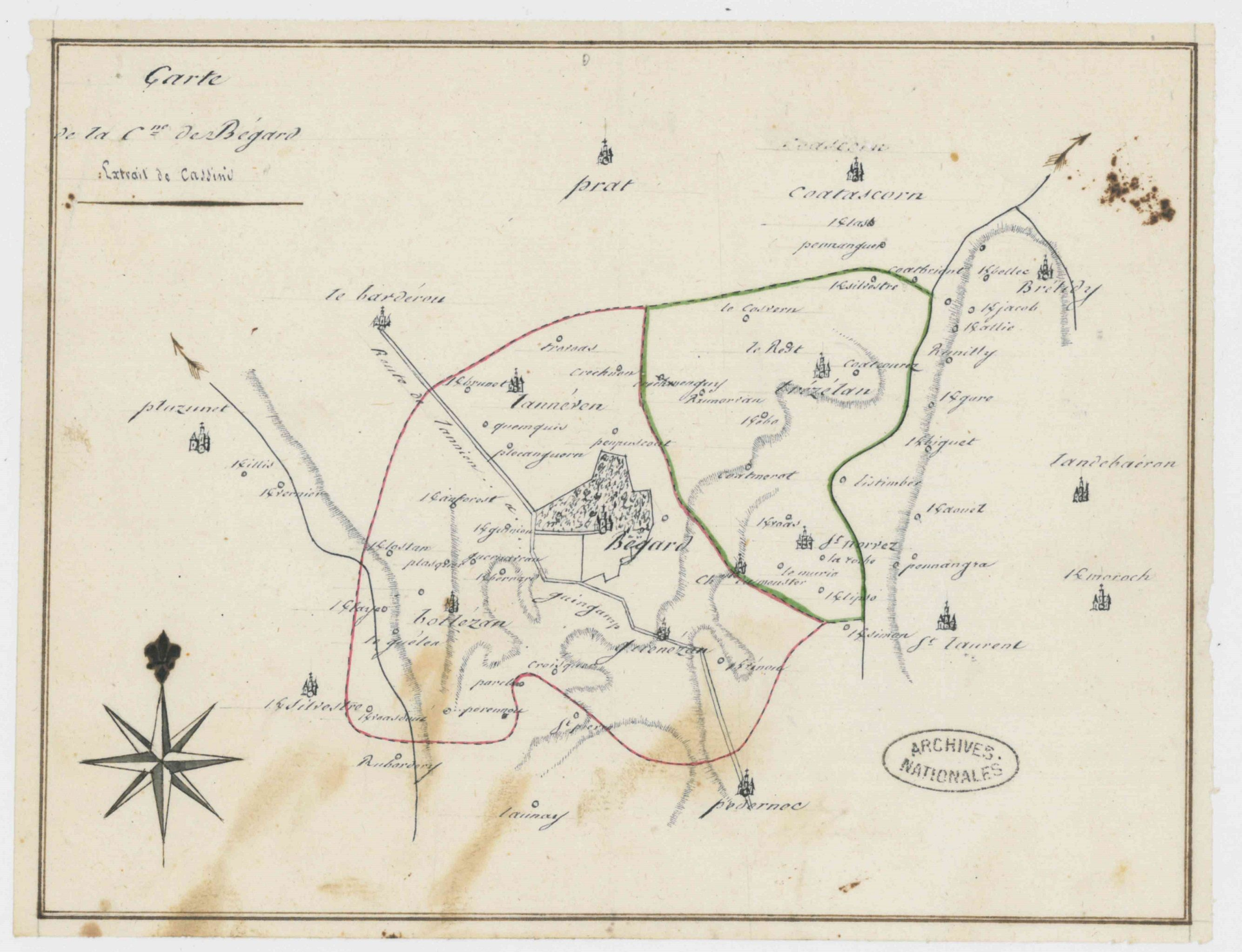
Carte des paroisses réunies en commune.

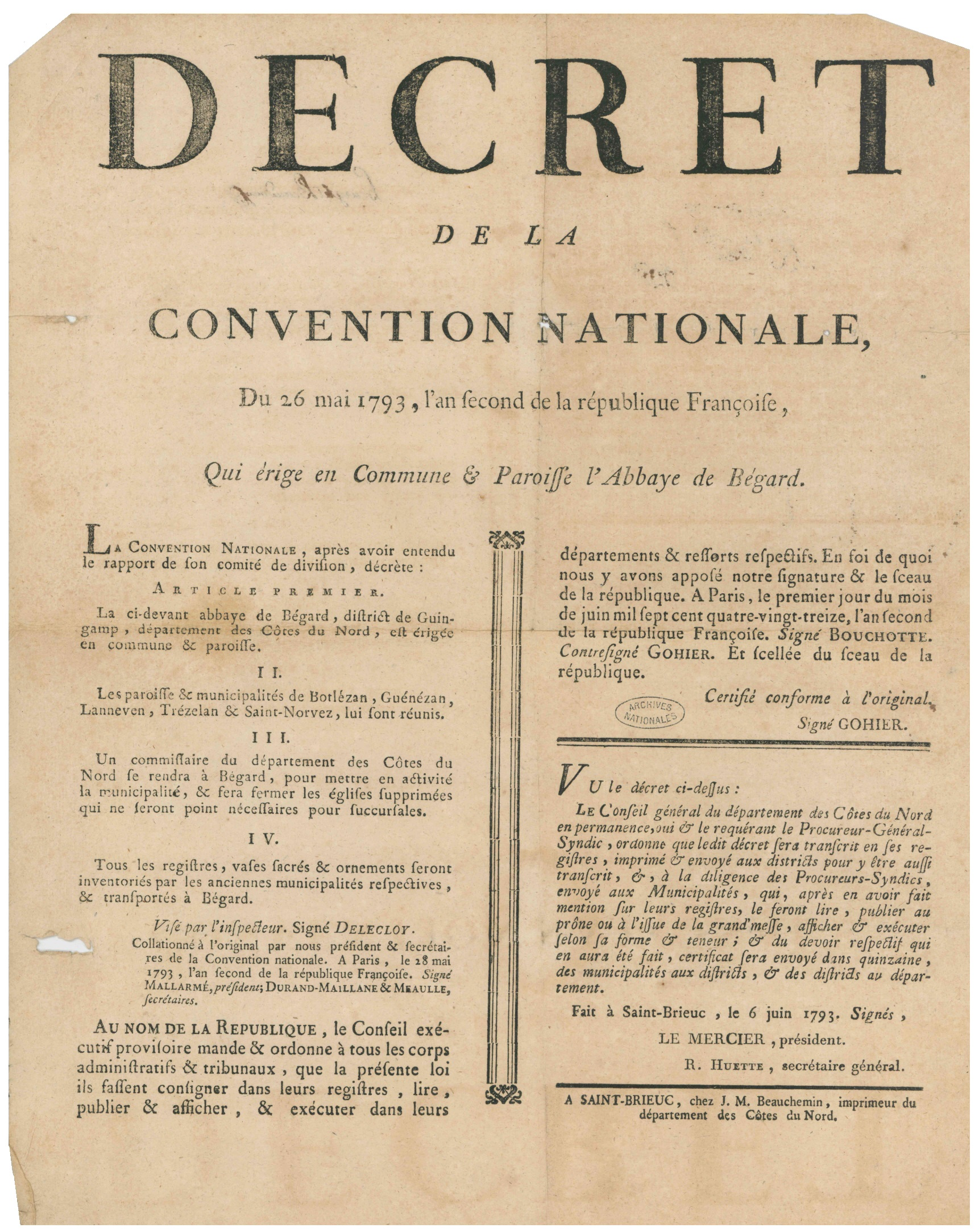
Décret qui érige Bégard en commune (1793).

En janvier 1790, au début de la Révolution, les cinq paroisses de Botlézan (Bodlezan), Guénézan (Gwenezhan), Lanneven, Saint-Norvez (Sant-Norvez) et Trézélan (Trezelan) deviennent des communes du département des Côtes-du-Nord et du district de Guingamp.
L'abbaye de Bégard est saisie comme bien national, comme tous les biens détenus par des institutions ecclésiastiques, et compte tenu de sa grande valeur, mise aux enchères dans tout le royaume. C'est Étienne Leboutteux-Dumousseaux qui l'emporte avec une enchère à 165 300 livres. 
Ce riche Parisien joue un rôle central dans la constitution de la commune, souhaitant créer un centre urbain à côté de l'abbaye. Pour cela, il devient membre, puis président du conseil du district.
En 1792, les cinq paroisses sont rassemblées en une seule, puis en 1793 (sous la Première République instaurée en septembre 1792) les cinq communes de 1790 deviennent la commune de Bégard.

#### Guerres duXXesiècle
Le monument aux morts fait état de 279 soldats morts pour la France :
- 241 pendant la Première Guerre mondiale ;
- 37 pendant la Seconde Guerre mondiale ;
- 1 pendant la guerre d'Algérie.

## Économie
- Parc de loisirs de l'Armoripark[28]
- Hôpital psychiatrique Bon Sauveur[29]

## Politique et administration

### Tendances politiques et résultats électoraux
.

### Jumelages
- St Asaph (Pays de Galles)

## Démographie

### Évolution démographique
L'évolution du nombre d'habitants depuis 1793 est connue à travers les recensements de la population effectués à Bégard depuis cette date :
| 1793 | 1800  | 1806  | 1821  | 1831  | 1836  | 1841  | 1846  | 1851  |
| ---- | ----- | ----- | ----- | ----- | ----- | ----- | ----- | ----- |
| 528  | 2 394 | 3 417 | 3 727 | 3 768 | 3 503 | 3 821 | 4 180 | 4 053 |

| 1856  | 1861  | 1866  | 1872  | 1876  | 1881  | 1886  | 1891  | 1896  |
| ----- | ----- | ----- | ----- | ----- | ----- | ----- | ----- | ----- |
| 3 960 | 4 182 | 3 281 | 4 518 | 4 758 | 4 715 | 4 713 | 4 924 | 4 919 |

| 1901  | 1906  | 1911  | 1921  | 1926  | 1931  | 1936  | 1946  | 1954  |
| ----- | ----- | ----- | ----- | ----- | ----- | ----- | ----- | ----- |
| 4 915 | 5 053 | 4 777 | 4 311 | 4 555 | 4 464 | 4 773 | 4 285 | 4 431 |

| 1962  | 1968  | 1975  | 1982  | 1990  | 1999  | 2005  | 2006  | 2010  |
| ----- | ----- | ----- | ----- | ----- | ----- | ----- | ----- | ----- |
| 4 719 | 4 976 | 5 152 | 5 180 | 4 906 | 4 474 | 4 428 | 4 471 | 4 707 |

| 2015  | 2020  | 2022  | - | - | - | - | - | - |
| ----- | ----- | ----- | - | - | - | - | - | - |
| 4 752 | 4 810 | 4 862 | - | - | - | - | - | - |

### Pyramide des âges
La population de la commune est relativement âgée.
En 2018, le taux de personnes d'un âge inférieur à 30 ans s'élève à 30,1 %, soit en dessous de la moyenne départementale (30,7 %). À l'inverse, le taux de personnes d'âge supérieur à 60 ans est de 33,3 % la même année, alors qu'il est de 32,9 % au niveau départemental.
En 2018, la commune comptait 2 358 hommes pour 2 450 femmes, soit un taux de 50,96 % de femmes, légèrement inférieur au taux départemental (51,7 %).
Les pyramides des âges de la commune et du département s'établissent comme suit.
| Hommes | Classe d’âge | Femmes |
| ------ | ------------ | ------ |
| 1,1    | 90 ou +      | 3,0    |
| 7,4    | 75-89 ans    | 12,0   |
| 21,3   | 60-74 ans    | 21,4   |
| 22,2   | 45-59 ans    | 19,1   |
| 16,4   | 30-44 ans    | 15,7   |
| 14,9   | 15-29 ans    | 11,9   |
| 16,8   | 0-14 ans     | 16,9   |

| Hommes | Classe d’âge | Femmes |
| ------ | ------------ | ------ |
| 0,9    | 90 ou +      | 2,6    |
| 9,1    | 75-89 ans    | 12,5   |
| 21,1   | 60-74 ans    | 21,6   |
| 20,4   | 45-59 ans    | 19,4   |
| 16,3   | 30-44 ans    | 15,7   |
| 15,1   | 15-29 ans    | 12,8   |
| 17,1   | 0-14 ans     | 15,5   |

## Langue bretonne
Le nom breton de la commune est Bear.
L’adhésion à la charte Ya d’ar brezhoneg a été votée par le conseil municipal le 26 octobre 2004.
À la rentrée 2023, 85 élèves étaient scolarisés dans la filière bilingue (soit 24 % des enfants de la commune inscrits dans le primaire).

## Culture locale et patrimoine

### Lieux et monuments
La commune compte cinq sites inscrits ou classés monuments historiques :
- l'église Sainte-Geneviève de Guénézan, avec son portail Renaissance ;
- l'église Saint-Méen de Lannevent, porche en clocher avec tour, statue d'un marchand drapier à l'angle du transept sud ;
- la chapelle de Botlézan, XVe, XVIIe et XVIIIe siècles. Rénovée en 2004. Inscrite en 1964 et  Classé MH (1981)[42] ;
- le menhir de Kerguézennec, classé par liste de 1889[43] ;
- la croix de chemin du XVIIe siècle,  Inscrit MH (1925).

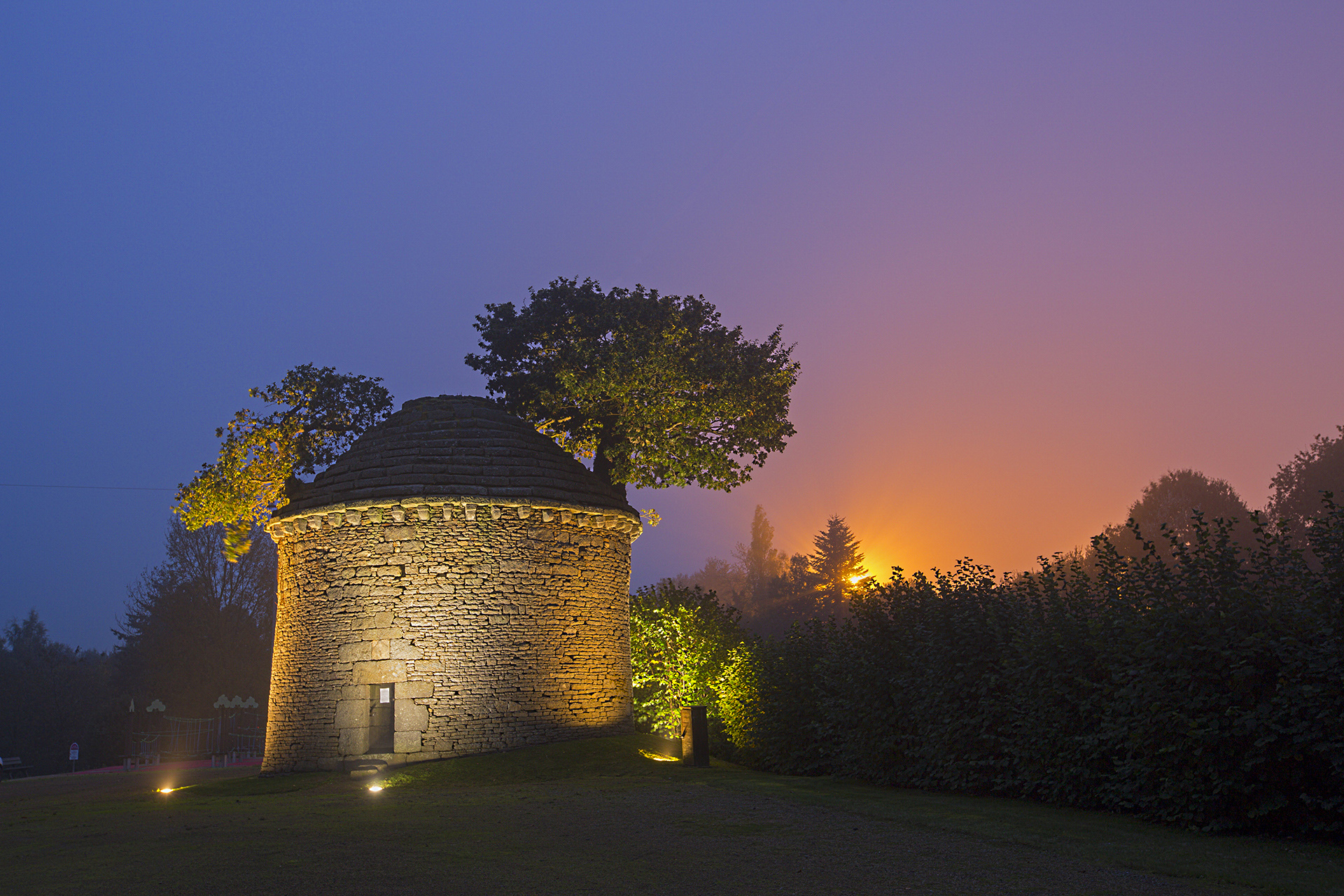
Chêne bonsaï de Bégard.
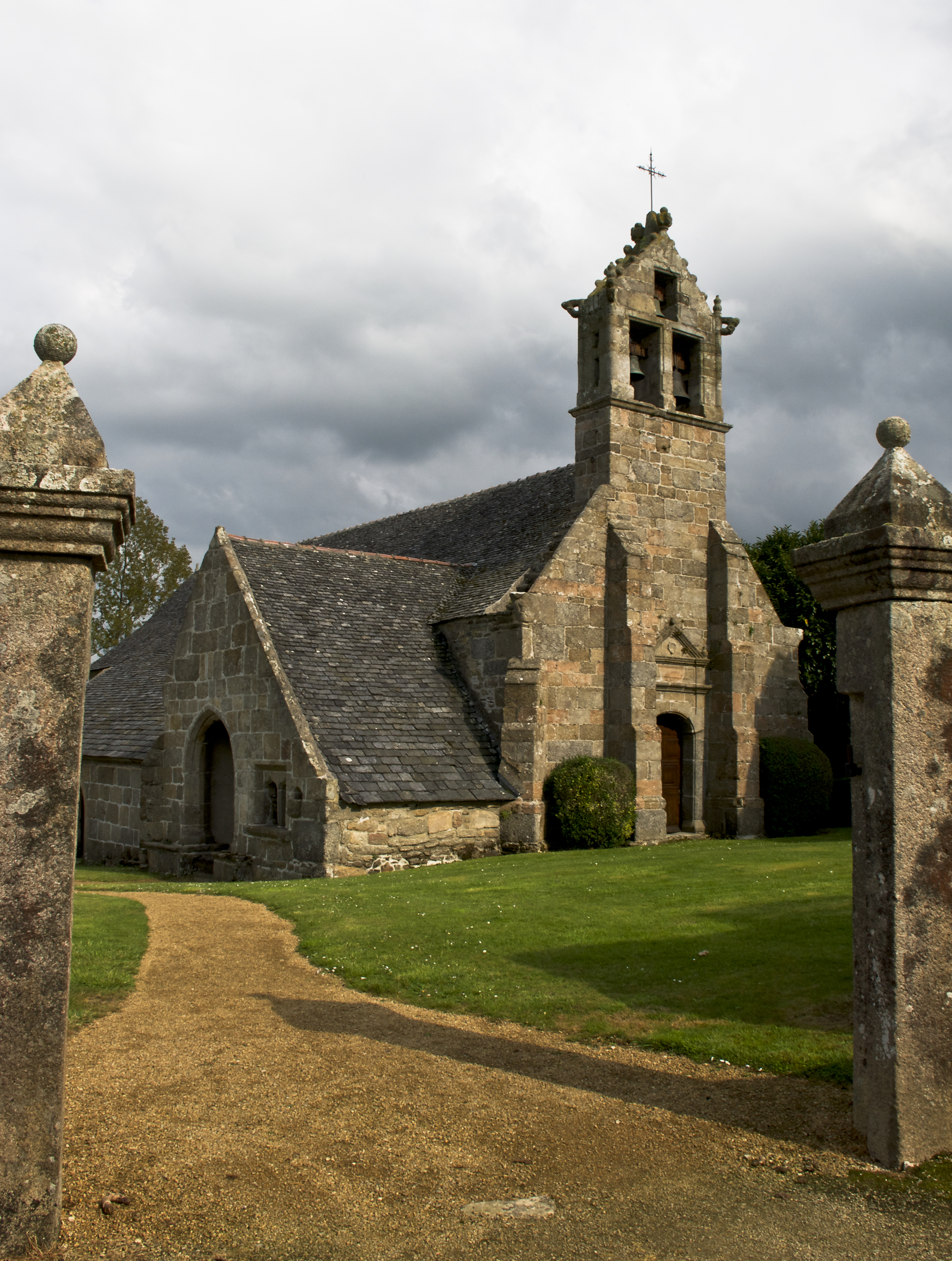
Église de Guénézan.
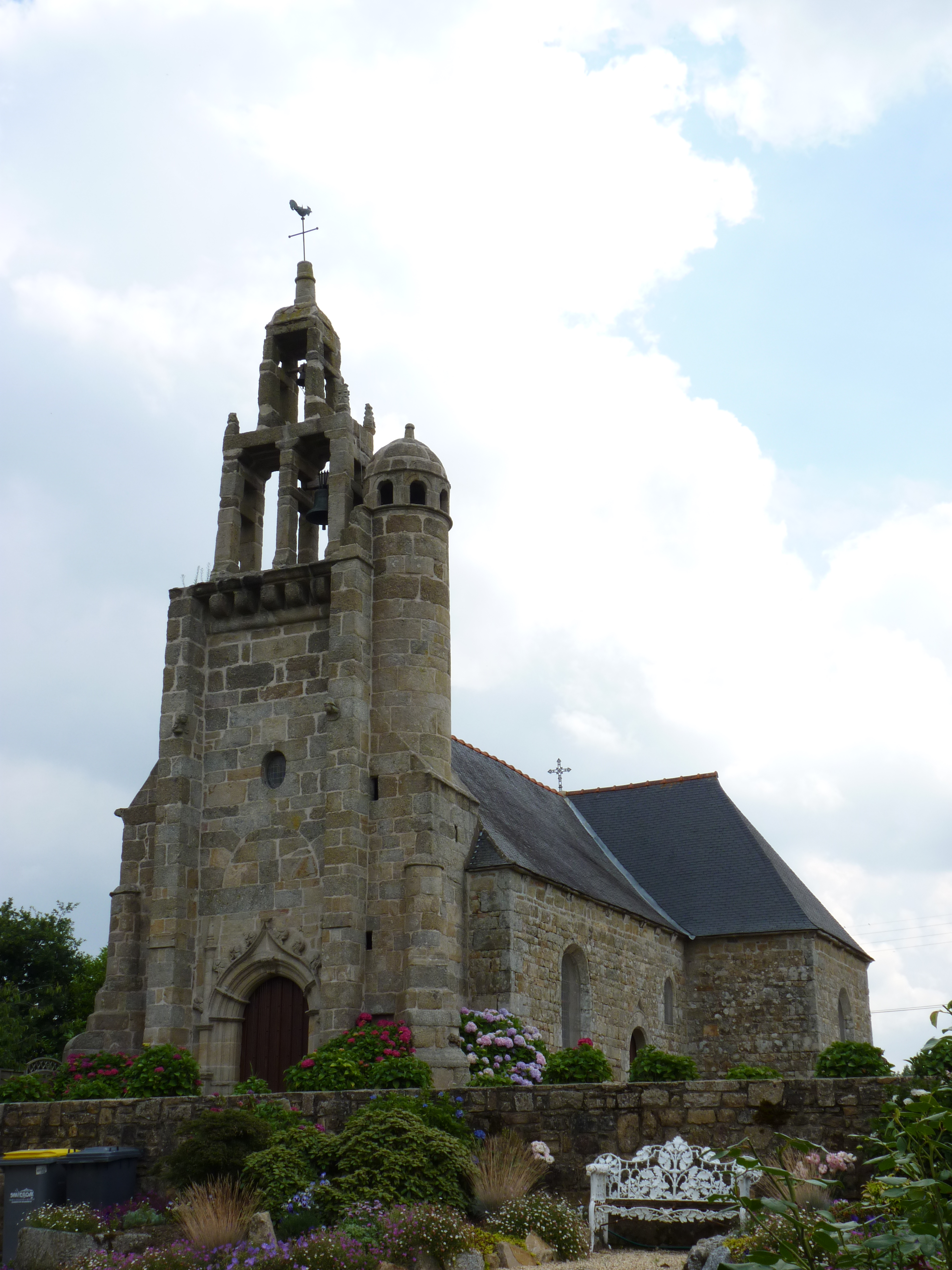
Église Saint-Méen de Lanneven.
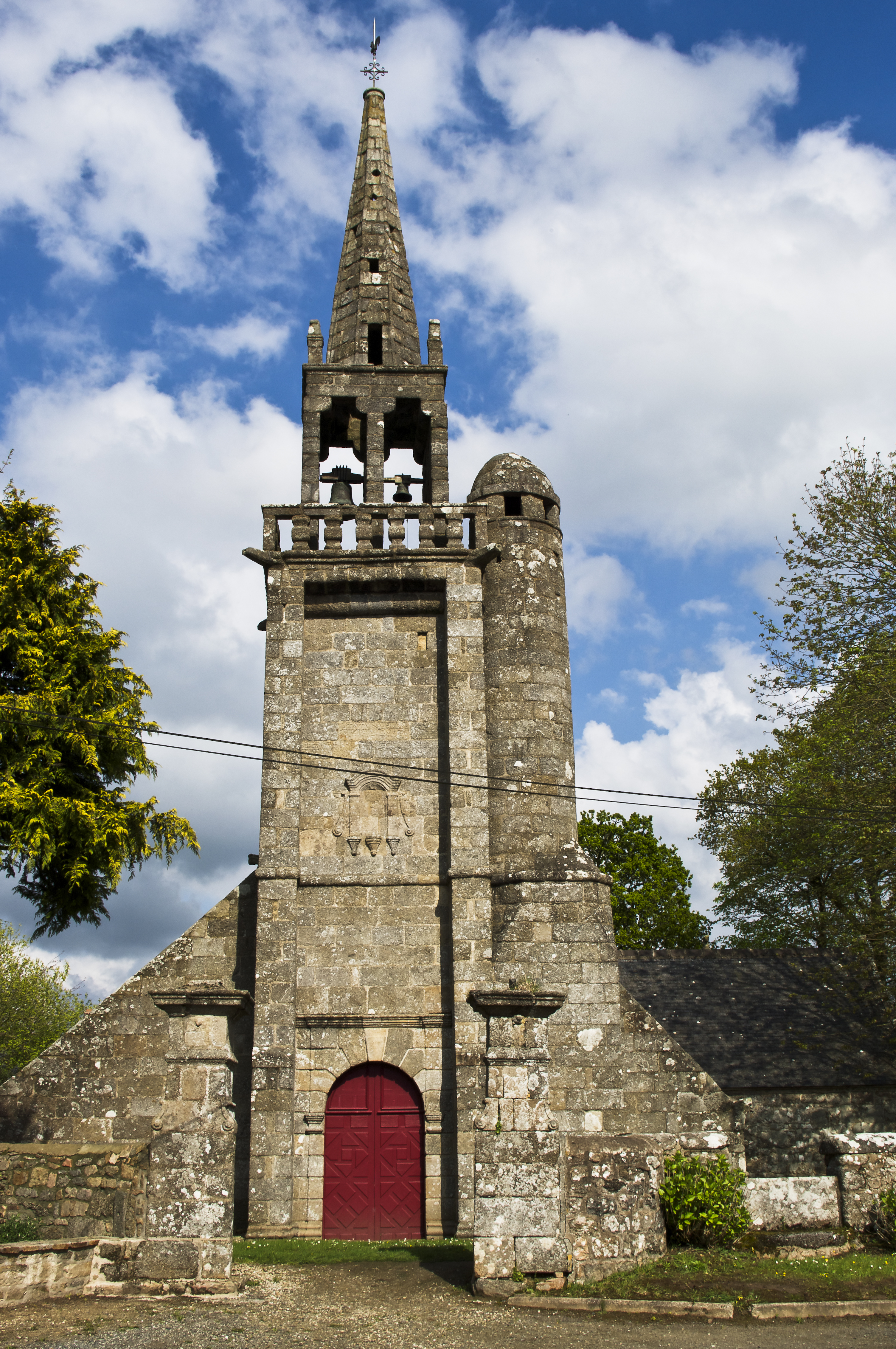
Chapelle de Botlézan.
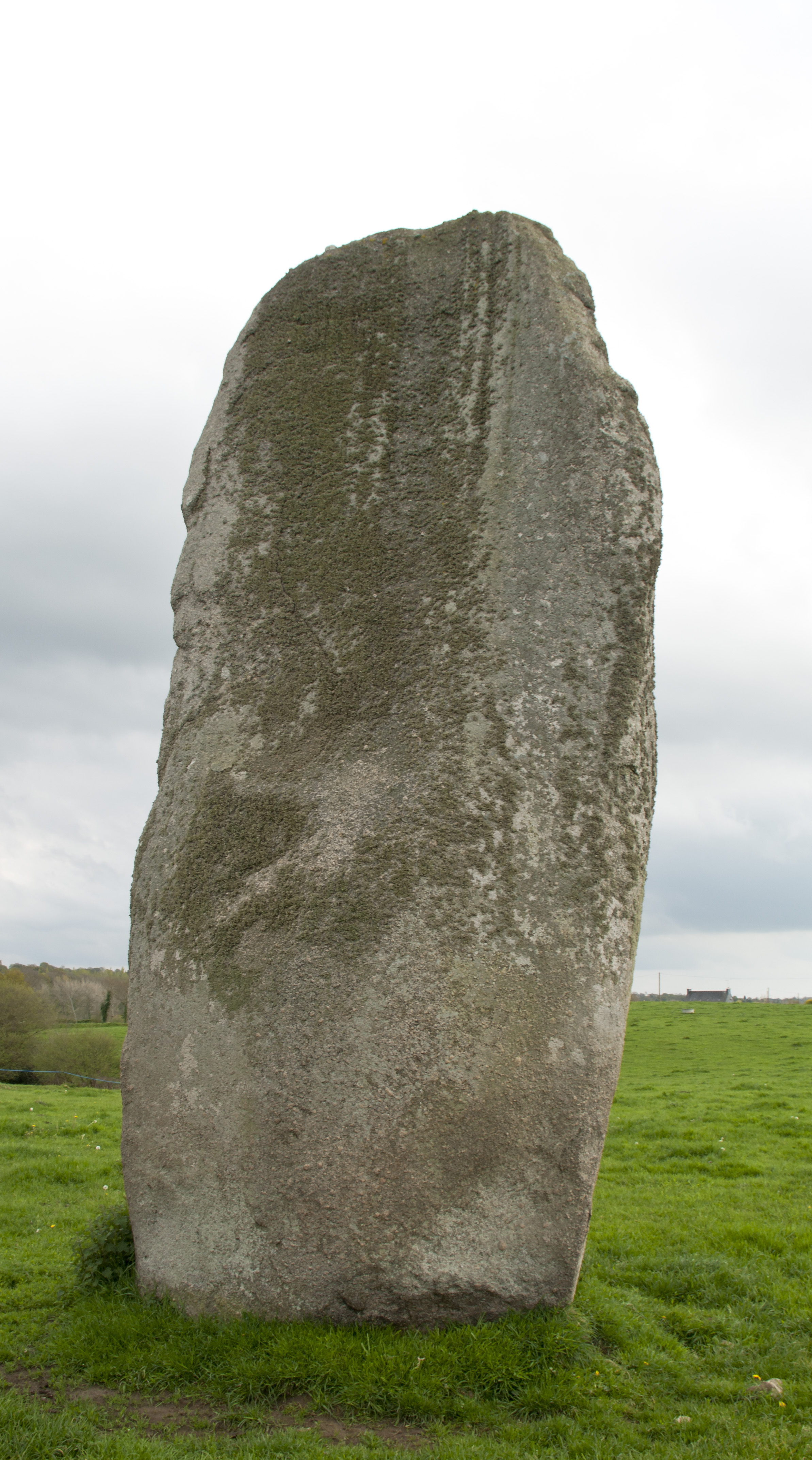
Menhir de Kerguézennec.
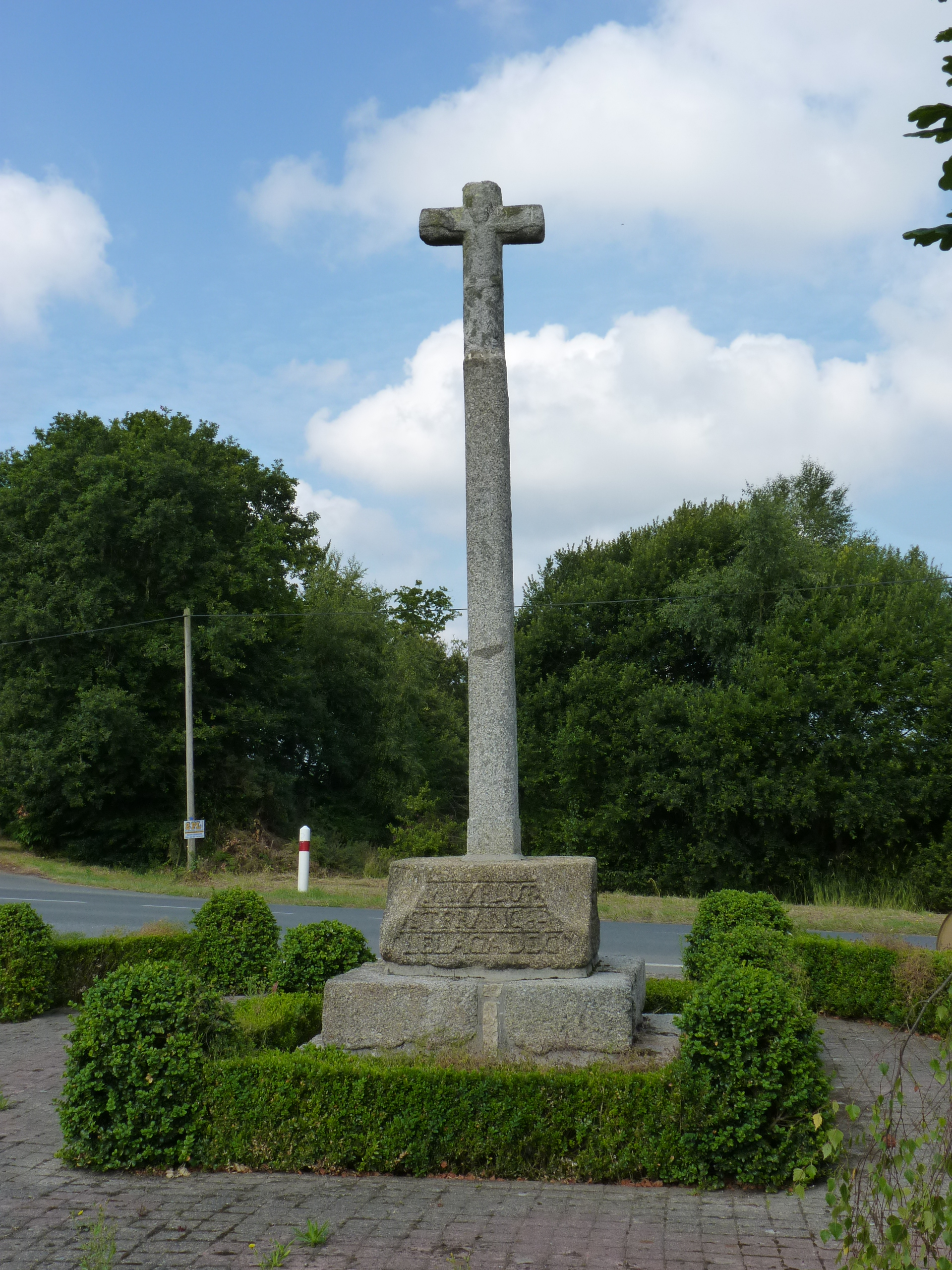
Croix de chemin du XVIIe siècle.

La commune abrite également : 
- l'abbaye de Bégard, sauvée de la ruine grâce à l'arrivée des religieuses du Bon-Sauveur de Caen en 1857 ;
- le manoir de Sall Gwen, inscrit à l'inventaire général du patrimoine culturel[44].
- les manoirs de Trévourec (XVIe – XVIIIe siècles), et de la Roche-Huon ;
- le manoir de Coatgouray (vers 1400)[45]. Le manoir de type logis-porche, dont la porte charretière a été murée, conserve deux tours d'escaliers avec à l'étage noble une chapelle domestique[46] ;
- le colombier de l'ancien manoir de Kernaudour[47], dans le parc de loisirs Armoripark ;
- le bois de Gwerun et le festival biennal (années impaires), la Java dans les Bois, créé en 1998[48] ;
- l'église paroissiale du Saint-Nom-de-Marie ;
- un chêne pédonculé classé comme Arbre remarquable est visible à Bégard. Il a participé au concours « Arbre européen de l'année » pour la France en 2014[49] et est situé dans le quartier de Guénézan (Gwenezhan) près de la D 767 dans l'Armoripark.

## Personnalités liées à Bégard
- Placide Guillermic dit Tadig Kozh (1788-1873), célèbre curé exorciste, décédé à Bégard.
- René Kerambrun (1813-1852), poète et folkloriste de langue bretonne, né à Bégard.
- Goulven Mazéas (1895-1981), militant breton, décédé à Bégard.
- Thérèse Debains (1897-1974), peintre, décédée à Bégard.
- Marsel Klerg (1912-1984),  prêtre catholique, écrivain de langue bretonne (nom de plume Klerg Llydaw), décédé à Bégard[50].

## Héraldique
| Blason | Blasonnement : Écartelé : au 1er et au 4e d'argent plain, au 2e et au 3e d'azur à la quintefeuille d'or. |